# Cardenal anyil capblau
El cardenal anyil capblau o passerell làtzuli (Passerina amoena) és una espècie d'ocell de la família dels cardinàlids (Cardinalidae) que habita zones àrides de matolls i arbusts, criant en Amèrica del Nord, a la meitat occidental dels Estats Units i zona limítrofa del sud-oest del Canadà. Passa l'hivern al l'oest de Mèxic.